# Sân vận động Rajamangala
Sân vận động Quốc gia Rajamangala (tiếng Thái: ราชมังคลากีฬาสถาน; RTGS: Ratchamangkhala Kila Sathan, phát âm tiếng Thái: [Rát-cha-mang-kha-la Ki-la Sa-thản]) là sân vận động quốc gia của Thái Lan. Đây là sân nhà của đội tuyển bóng đá quốc gia Thái Lan. Sân vận động là một phần của Khu liên hợp thể thao Hua Mak, và nằm ở Tiểu khu Hua Mak, Bang Kapi, Băng Cốc. Sân được chính thức khánh thành vào ngày 6 tháng 12 năm 1998.

## Tổng quan
Sân lần đầu tiên được sử dụng cho Đại hội Thể thao châu Á 1998 vào năm 1998 và Đại hội Thể thao Đại học ASEAN 1999 vào năm 1999. Kể từ đó, sân đã được sử dụng cho nhiều trận đấu quốc tế và các giải đấu bóng đá. Đáng chú ý nhất là cho Cúp bóng đá châu Á 2007. Các câu lạc bộ Thái Lan cũng đã sử dụng sân vận động khi chơi trong các giải đấu cúp châu lục. Krung Thai Bank FC (nay là Bangkok Glass FC) đã sử dụng sân cho các trận đấu của AFC Champions League, và PEA FC và Chonburi FC gần đây đã sử dụng sân ở AFC Cup. Ngoài bóng đá, sân đã được sử dụng cho các môn điền kinh, các buổi hòa nhạc pop và các cuộc biểu tình chính trị.
Sân vận động Rajamangala được thiết kế bởi Khoa Kiến trúc tại Đại học Chulalongkorn. Vật liệu chính được sử dụng trong xây dựng là bê tông và do đó, mặc dù sân vận động rất ấn tượng và hùng vĩ, nó không bao giờ có thể được mô tả là đẹp. Tuy nhiên, nó chắc chắn là kịch tính. Các khán đài lên xuống như một phiên bản khổng lồ, cường điệu của Sân vận động Galpharm của Huddersfield. Ở mỗi đầu là các hàng ghế khá hẹp nhưng các bậc tăng và tăng khi chúng di chuyển quanh các cạnh cho đến khi chúng đạt mức cao nhất với đường nửa đường. Từ quan điểm thẩm mỹ, sân vận động được nhìn tốt nhất từ xa, tốt nhất là từ trên không, nơi hình dạng elip của các bộ lạc bên dường như đặc biệt rõ rệt.
Các khán đài bên đã nói ở trên được chỉ định là 'Đông' và 'Tây'. "Đông" là phía phổ biến chưa được khám phá; "Tây" là phía được bảo hiểm nơi có ghế đắt hơn. Hai đầu được chỉ định là 'Bắc' và 'Nam'. "Bắc" là phổ biến hơn trong hai. Đó là nơi tập hợp nhiều yếu tố giọng hát và màu sắc hơn của cộng đồng hỗ trợ Thái Lan.
Sức chứa của sân vận động là 65.000 người. Khi sân vận động lần đầu tiên khánh thành, sức chứa là 80.000 người. Nhưng ghế nhựa đã được lắp đặt ở phía Bắc, Nam và Đông, nơi trước đây đã có những bước đi cụ thể, sẵn sàng cho Cúp bóng đá châu Á 2007.
Sân vận động không được phục vụ bởi giao thông công cộng vốn luôn gây thất vọng cho người hâm mộ. Hiện tại, không có nhà ga nào ở gần sân vận động (không giống như ở Sân vận động Quốc gia, được phục vụ bởi trạm BTS của Skytrain - Sân vận động Quốc gia). Tuy nhiên, có xe buýt và taxi đi qua khá gần sân vận động. Từ năm 2022, sân vận động sẽ được phục vụ bởi Tuyến tàu điện ngầm Orange.
Sân vận động đã tổ chức Race of Champions 2012.
Vào ngày 24 tháng 11 năm 2013, một đám đông ước tính khoảng 100.000 người đã tham gia cuộc biểu tình xung quanh Đài tưởng niệm Dân chủ ở Bangkok trong một cuộc biểu tình chống chính phủ, theo Đảng Dân chủ, khi những người áo đỏ thân chính phủ tập trung tại Sân vận động Thể thao Rajamangala. Vào ngày 16 tháng 9 năm 2019, Cơ quan Thể thao Thái Lan đã đóng cửa để cải tạo để được sử dụng làm một trong những sân vận động cho Giải vô địch bóng đá U-23 châu Á 2020, giải đấu mà Thái Lan đăng cai vào tháng 1 năm 2020 để chọn 3 đội tham dự Thế vận hội Mùa hè 2020 tại Tokyo, Nhật Bản.
Các sân vận động khác ở Bangkok bao gồm Sân vận động Thể thao Quân đội Thái Lan, Sân vận động Thái-Nhật và Sân vận động Đại học Chulalongkorn.

## Buổi biểu diễn

### Buổi biểu diễn nổi bật
- Carabao 15 năm kỷ niệm được thực hiện tại buổi hòa nhạc Thái Lan - 25 tháng 12 năm 1999[2]
- B - Day Concert - 10 tháng 12 năm 2004
- Lễ hội âm nhạc Băng Cốc - 7 tháng 5 năm 2005
- Asanee-Wasan Rumrai Concert - 17 tháng 11 năm 2007
- YAMAHA Presents SMTOWN Live'08 ở Băng Cốc - 7 tháng 2 năm 2009
- Show King M Bangkok - 6 tháng 4 năm 2010
- Soda Chang Presents Bodyslam Live In Kraam By Air Asia - 27 tháng 11 năm 2010[3]
- Korean Music Wave tại Băng Cốc do JL Starnet trình bày - 12 tháng 3 năm 2011
- Lễ hội Mùa hè Băng Cốc bởi Coca-Cola - 7–8 tháng 5 năm 2011
- MBC Korean Music Wave ở Băng Cốc năm 2012 - 7 tháng 4 năm 2012
- Lady Gaga Born This Way Ball Tour - 25 tháng 5 năm 2012
- M! Countdown Smile-Thailand - 11 tháng 10 năm 2012
- Race of Champions - 14–16 tháng 12 năm 2012
- The Voice Thailand "True Sound Real Sound" - 2 tháng 3 năm 2013
- One Direction On the Road Again Tour - 14 tháng 3 năm 2015[4]
- Coldplay A Head Full of Dreams Tour - 7 tháng 4 năm 2017 [5]
- BTS Love Yourself World Tour - 6–7 tháng 4 năm 2019[6]
- Ed Sheeran ÷ Tour - 28 tháng 4 năm 2019[7]
- Blackpink Born Pink World Tour - 27–28 tháng 5 năm 2023
- SEVENTEEN TOUR "FOLLOW" - 23-24 tháng 12 năm 2023
- Coldplay: Music Of The Spheres World Tour - 3-4 tháng 2 năm 2024
- NCT Dream The Dream Show 3: Dream( )Scape - 22-23 tháng 6 năm 2024

## Sự kiện thể thao
- Lễ khai mạc Đại hội Thể thao Đông Nam Á 2025 - 9 tháng 12 năm 2025; 8 tháng tới

## Kết quả giải đấu
Sân vận động đã tổ chức một số trận đấu FIFA quốc tế. Dưới đây là danh sách các trận đấu quốc tế quan trọng nhất được tổ chức tại sân vận động Rajamangala.

## Hình ảnh

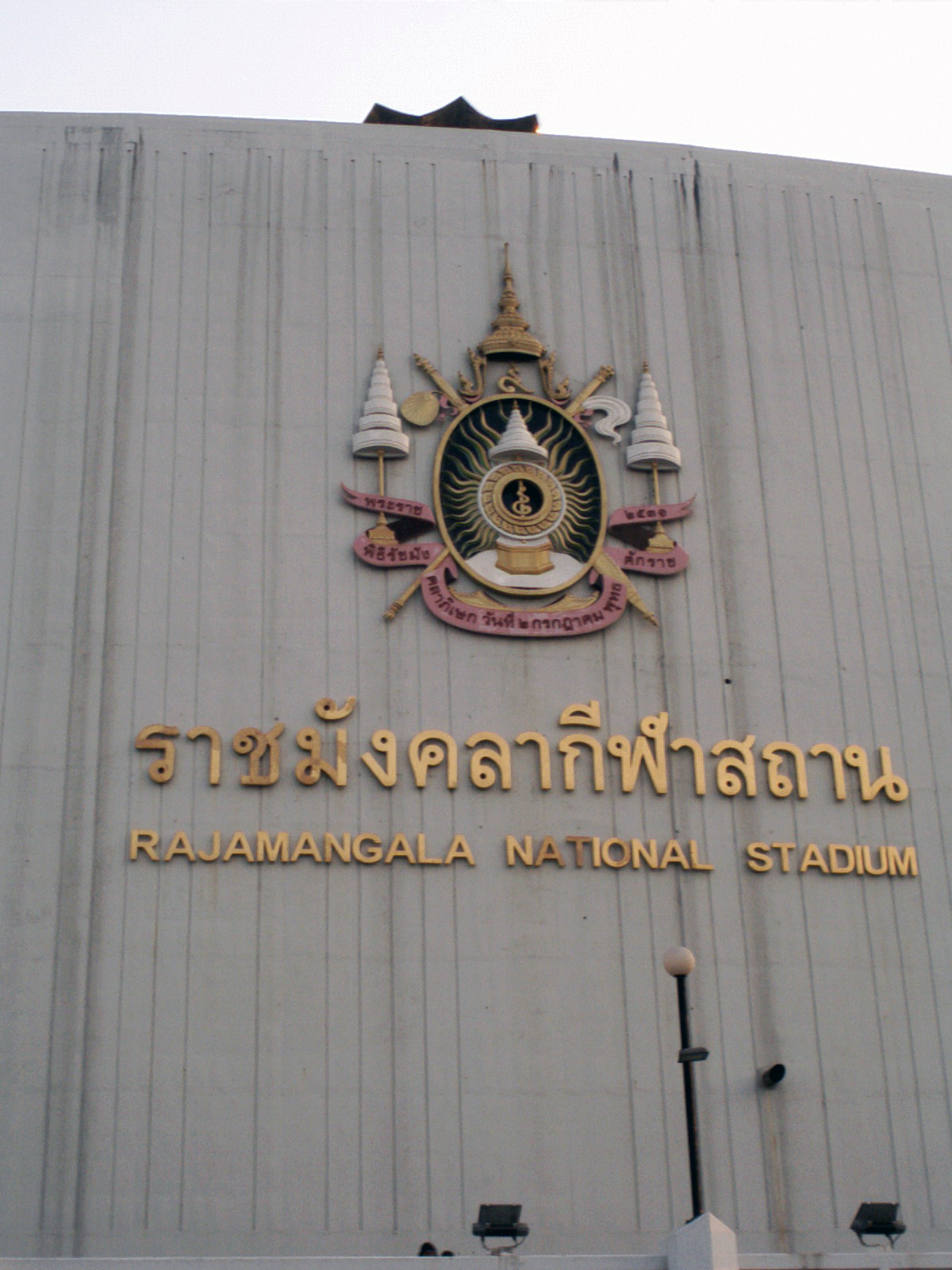
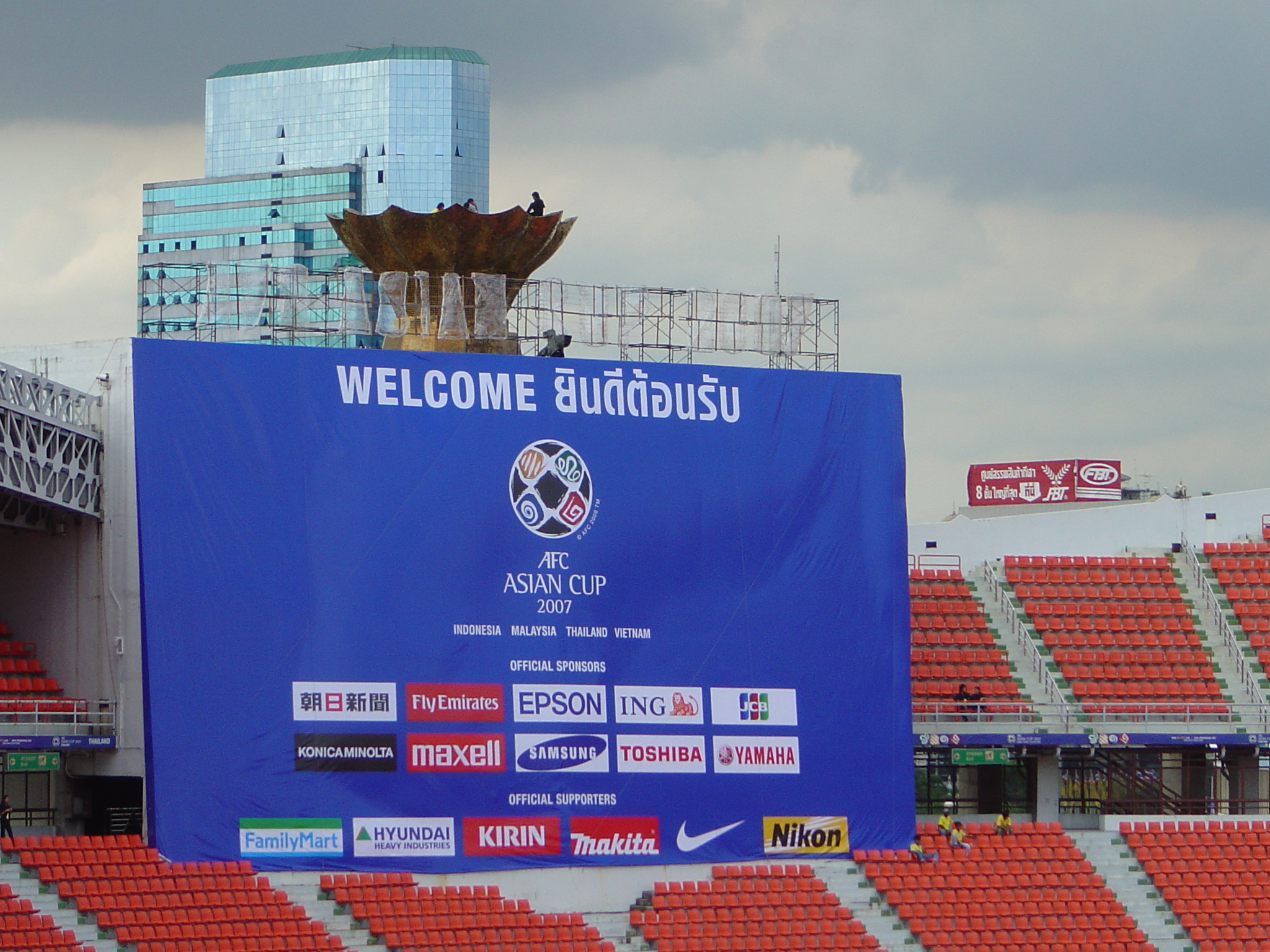
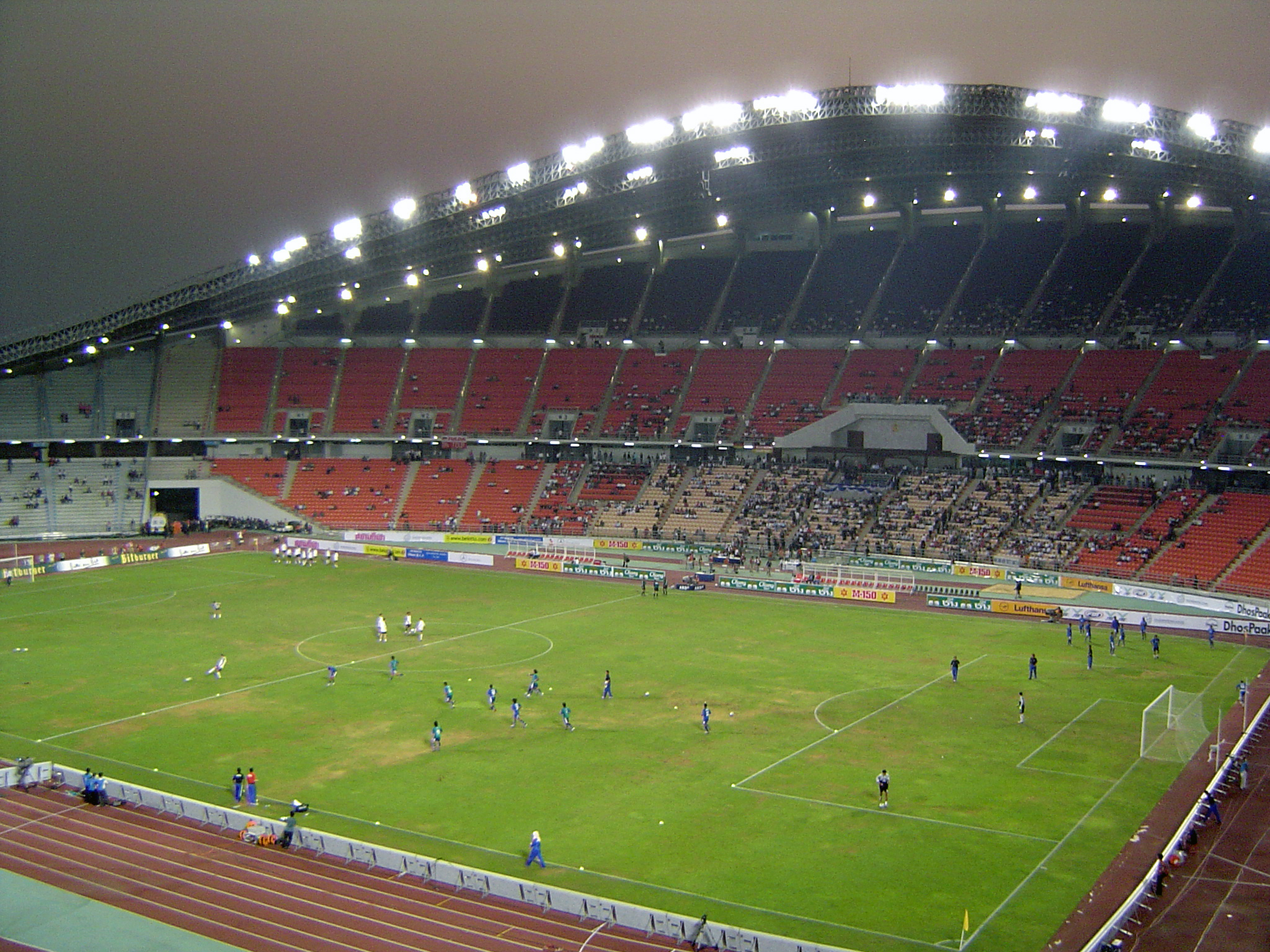
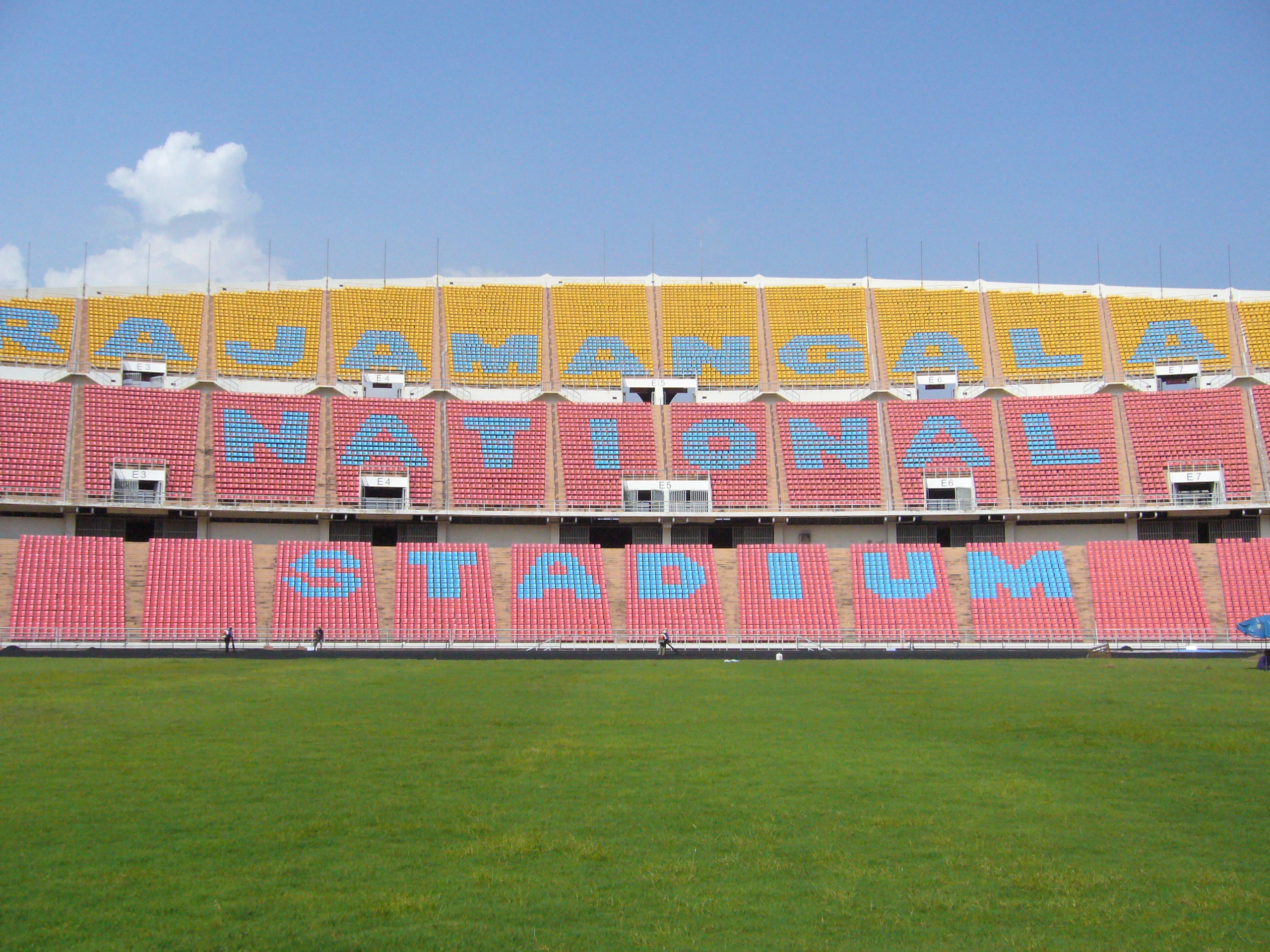
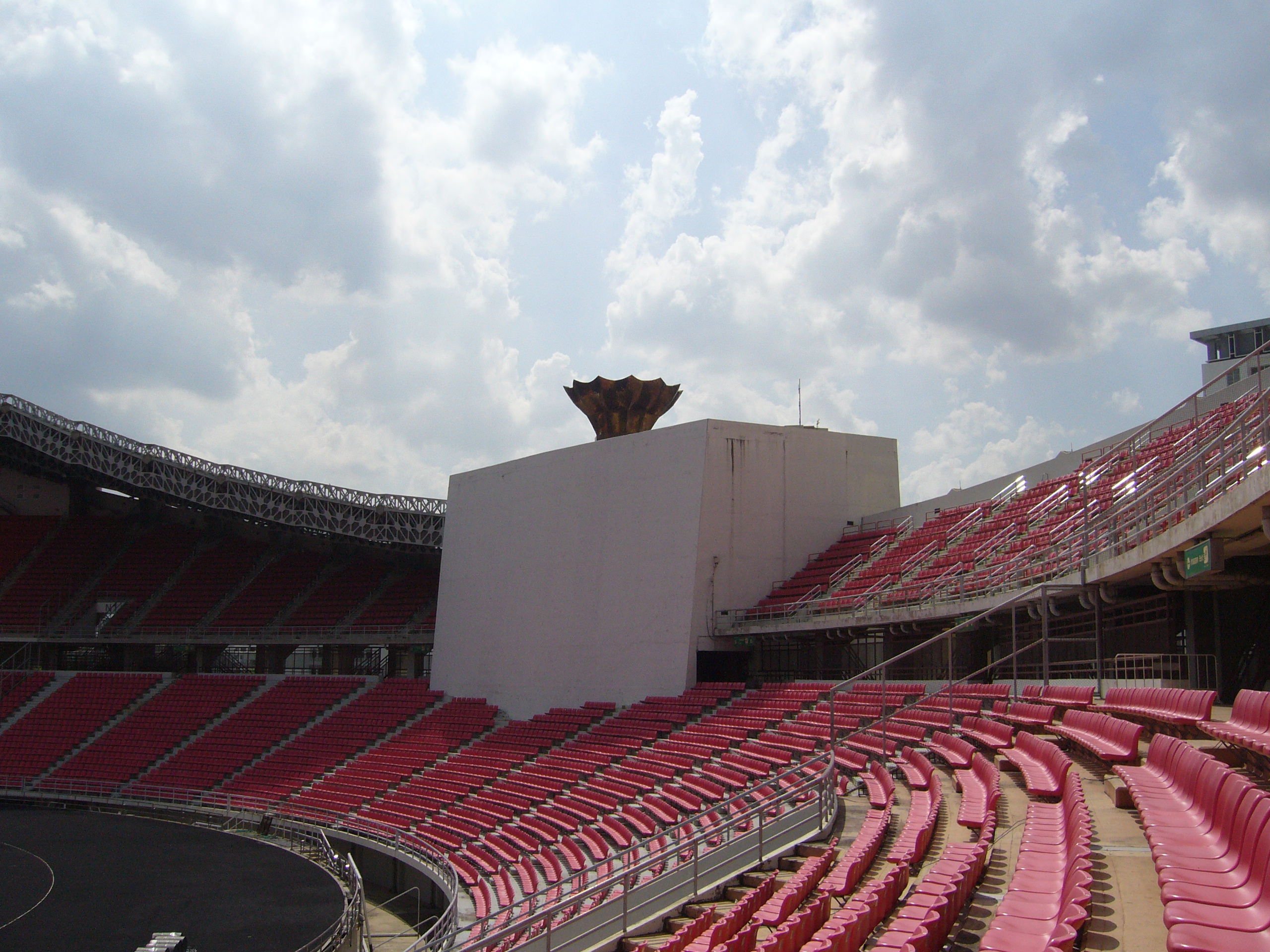
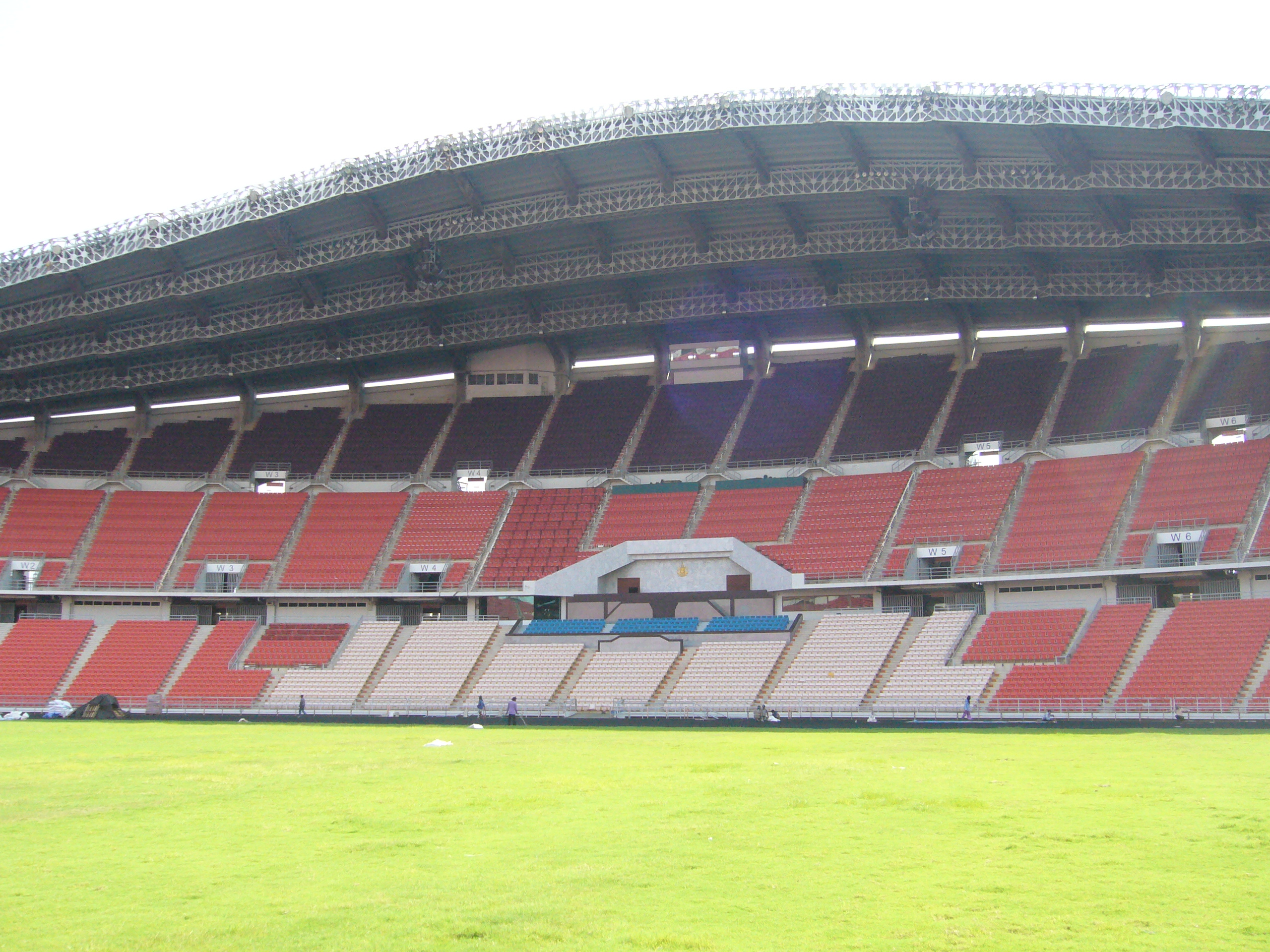
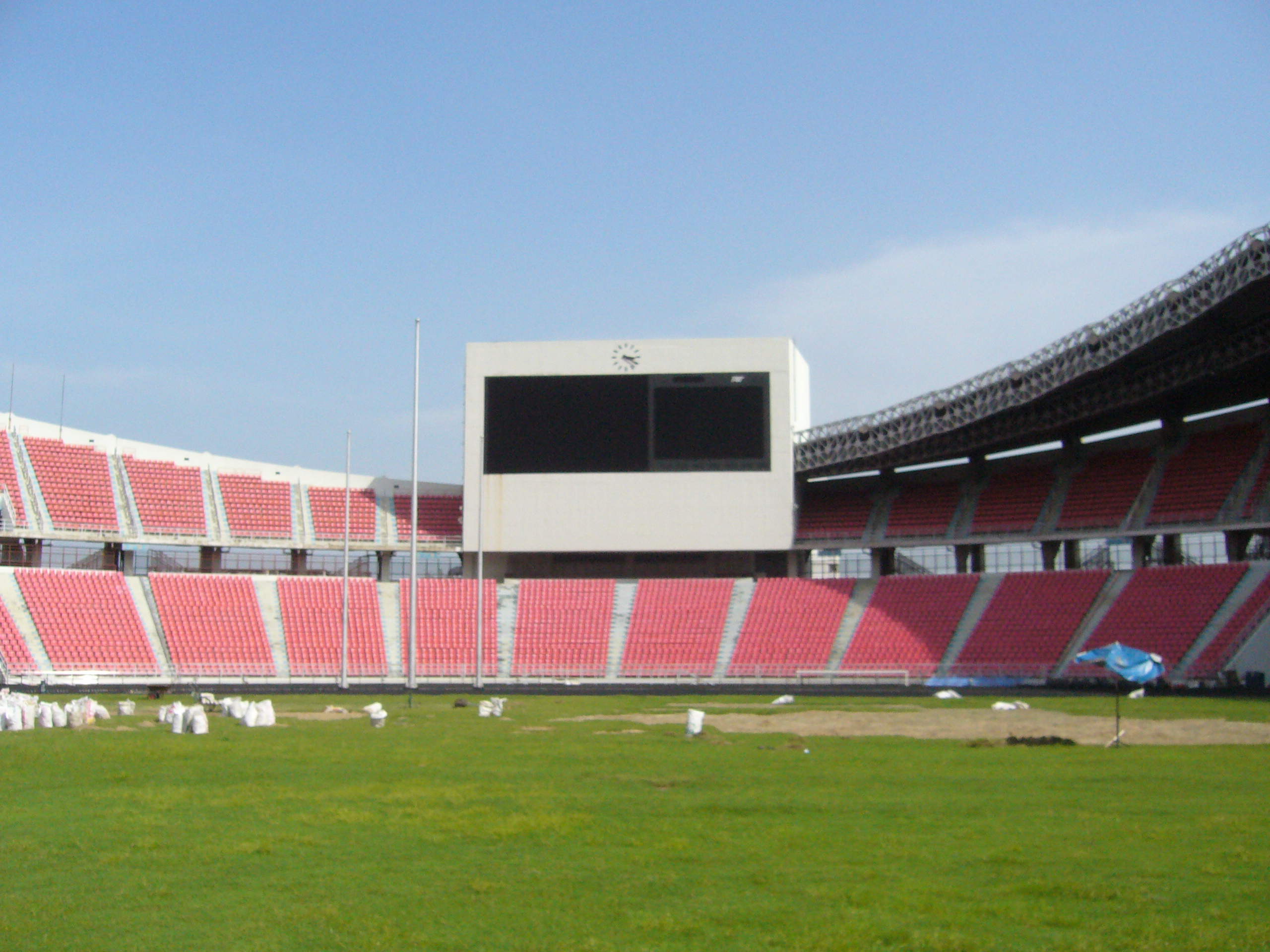
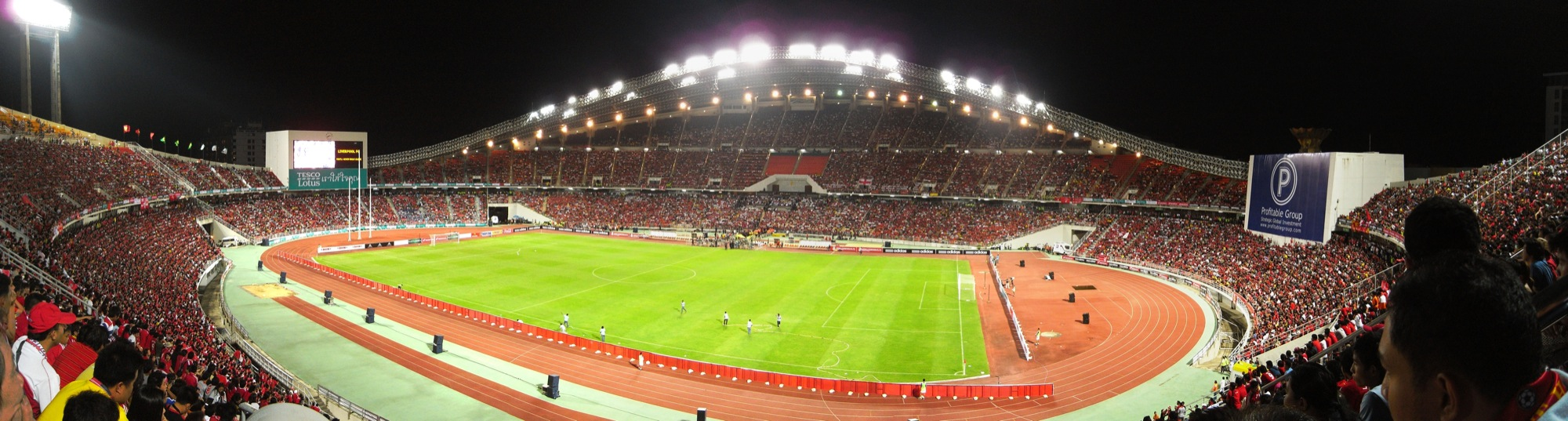

### Đại hội Thể thao châu Á 1998
| Ngày                 | Thời gian (UTC+07) | Đội #1     | Kết quả               | Đội #2     | Vòng            |
| -------------------- | ------------------ | ---------- | --------------------- | ---------- | --------------- |
| 7 tháng 12 năm 1998  | 15:00              | Nhật Bản   | 0–2                   | Hàn Quốc   | Vòng 2 (Bảng 2) |
| 7 tháng 12 năm 1998  | 17:00              | UAE        | 0–5                   | Kuwait     | Vòng 2 (Bảng 2) |
| 8 tháng 12 năm 1998  | 15:00              | Qatar      | 1–0                   | Liban      | Vòng 2 (Bảng 4) |
| 8 tháng 12 năm 1998  | 17:00              | Thái Lan   | 1–1                   | Kazakhstan | Vòng 2 (Bảng 4) |
| 9 tháng 12 năm 1998  | 15:00              | UAE        | 1–2                   | Hàn Quốc   | Vòng 2 (Bảng 2) |
| 9 tháng 12 năm 1998  | 17:00              | Nhật Bản   | 2–1                   | Kuwait     | Vòng 2 (Bảng 2) |
| 10 tháng 12 năm 1998 | 15:00              | Qatar      | 0–2                   | Kazakhstan | Vòng 2 (Bảng 4) |
| 10 tháng 12 năm 1998 | 17:00              | Thái Lan   | 1–0                   | Liban      | Vòng 2 (Bảng 4) |
| 11 tháng 12 năm 1998 | 15:00              | Nhật Bản   | 0–1                   | UAE        | Vòng 2 (Bảng 2) |
| 11 tháng 12 năm 1998 | 17:00              | Hàn Quốc   | 1–0                   | Kuwait     | Vòng 2 (Bảng 2) |
| 12 tháng 12 năm 1998 | 15:00              | Kazakhstan | 0–3                   | Liban      | Vòng 2 (Bảng 4) |
| 10 tháng 12 năm 1998 | 17:00              | Thái Lan   | 1–2                   | Qatar      | Vòng 2 (Bảng 4) |
| 14 tháng 12 năm 1998 | 14:00              | Thái Lan   | 2–1 (h.p.)            | Hàn Quốc   | Tứ kết          |
| 14 tháng 12 năm 1998 | 17:00              | Qatar      | 0–0 (h.p.) (1–3 p.đ.) | Kuwait     | Tứ kết          |
| 16 tháng 12 năm 1998 | 14:00              | Iran       | 1–0                   | Trung Quốc | Bán kết         |
| 16 tháng 12 năm 1998 | 17:00              | Thái Lan   | 0–3                   | Kuwait     | Bán kết         |
| 19 tháng 12 năm 1998 | 17:00              | Iran       | 2–0                   | Kuwait     | Huy chương vàng |

### Giải vô địch bóng đá Đông Nam Á 2000
| Ngày                 | Thời gian (UTC+07) | Đội #1   | Kết quả    | Đội #2    | Vòng                   | Khán giả |
| -------------------- | ------------------ | -------- | ---------- | --------- | ---------------------- | -------- |
| 16 tháng 11 năm 2000 | 16:00              | Việt Nam | 2–3 (h.p.) | Indonesia | Bán kết                | N/A      |
| 16 tháng 11 năm 2000 | 19:00              | Thái Lan | 2–0        | Malaysia  | Bán kết                | N/A      |
| 18 tháng 11 năm 2000 | 16:00              | Việt Nam | 0–3        | Malaysia  | Play-off tranh hạng ba | N/A      |
| 18 tháng 11 năm 2000 | 19:00              | Thái Lan | 4–1        | Indonesia | Chung kết              | N/A      |

### Cúp bóng đá châu Á 2007
| Ngày                | Thời gian (UTC+07) | Đội #1   | Kết quả | Đội #2   | Vòng   | Khán giả |
| ------------------- | ------------------ | -------- | ------- | -------- | ------ | -------- |
| 7 tháng 7 năm 2007  | 19:30              | Thái Lan | 1–1     | Iraq     | Bảng A | 30.000   |
| 8 tháng 7 năm 2007  | 17:15              | Úc       | 1–1     | Oman     | Bảng A | 5.000    |
| 12 tháng 7 năm 2007 | 17:15              | Thái Lan | 2–0     | Oman     | Bảng A | 19.000   |
| 13 tháng 7 năm 2007 | 17:15              | Iraq     | 3–1     | Úc       | Bảng A | 6.000    |
| 16 tháng 7 năm 2007 | 19:30              | Thái Lan | 0–4     | Úc       | Bảng A | 46.000   |
| 21 tháng 7 năm 2007 | 20:15              | Iraq     | 2–0     | Việt Nam | Tứ kết | 9.790    |

### Giải vô địch bóng đá Đông Nam Á 2008
| Ngày                 | Thời gian (UTC+07) | Đội #1   | Kết quả | Đội #2    | Vòng              | Khán giả |
| -------------------- | ------------------ | -------- | ------- | --------- | ----------------- | -------- |
| 20 tháng 12 năm 2008 | 19:00              | Thái Lan | 2–1     | Indonesia | Bán kết lượt về   | 40.000   |
| 24 tháng 12 năm 2008 | 19:00              | Thái Lan | 1–2     | Việt Nam  | Chung kết lượt đi | 50.000   |

### Giải vô địch bóng đá Đông Nam Á 2012
| Ngày                 | Thời gian (UTC+07) | Đội #1   | Kết quả | Đội #2      | Vòng      | Khán giả |
| -------------------- | ------------------ | -------- | ------- | ----------- | --------- | -------- |
| 24 tháng 11 năm 2012 | 17:30              | Việt Nam | 1–1     | Myanmar     | Vòng bảng | N/A      |
| 24 tháng 11 năm 2012 | 20:20              | Thái Lan | 2–1     | Philippines | Vòng bảng | N/A      |
| 27 tháng 11 năm 2012 | 17:30              | Việt Nam | 0–1     | Philippines | Vòng bảng | N/A      |
| 27 tháng 11 năm 2012 | 20:20              | Myanmar  | 0–4     | Thái Lan    | Vòng bảng | N/A      |
| 30 tháng 11 năm 2012 | 20:20              | Thái Lan | 3–1     | Việt Nam    | Vòng bảng | N/A      |

### Giải vô địch bóng đá Đông Nam Á 2014
| Ngày                 | Thời gian (UTC+07) | Đội #1   | Kết quả | Đội #2      | Vòng              | Khán giả |
| -------------------- | ------------------ | -------- | ------- | ----------- | ----------------- | -------- |
| 10 tháng 12 năm 2014 | 19:00              | Thái Lan | 3–1     | Philippines | Bán kết lượt về   | N/A      |
| 17 tháng 12 năm 2014 | 19:00              | Thái Lan | 2–0     | Malaysia    | Chung kết lượt đi | N/A      |

### Giải vô địch bóng đá Đông Nam Á 2016
| Ngày                 | Thời gian (UTC+07) | Đội #1   | Kết quả | Đội #2    | Vòng              | Khán giả |
| -------------------- | ------------------ | -------- | ------- | --------- | ----------------- | -------- |
| 8 tháng 12 năm 2016  | 19:00              | Thái Lan | 4–0     | Myanmar   | Bán kết lượt về   | 43.638   |
| 17 tháng 12 năm 2016 | 19:00              | Thái Lan | 2–0     | Indonesia | Chung kết lượt về | 48.000   |

### Giải vô địch bóng đá Đông Nam Á 2018
| Ngày                 | Thời gian (UTC+07) | Đội #1     | Kết quả | Đội #2    | Vòng            | Khán giả |
| -------------------- | ------------------ | ---------- | ------- | --------- | --------------- | -------- |
| 9 tháng 11 năm 2018  | 19:00              | Đông Timor | 0–7     | Thái Lan  | Vòng bảng       | 8.764    |
| 17 tháng 11 năm 2018 | 18:30              | Thái Lan   | 4–2     | Indonesia | Vòng bảng       | 37.570   |
| 25 tháng 11 năm 2018 | 19:00              | Thái Lan   | 3–0     | Singapore | Vòng bảng       | 29.673   |
| 5 tháng 12 năm 2018  | 19:00              | Thái Lan   | 2–2     | Malaysia  | Bán kết lượt về | 46.157   |

### Giải vô địch bóng đá U-23 châu Á 2020
| Ngày                | Thời gian (UTC+07) | Đội #1      | Kết quả    | Đội #2            | Vòng                   | Khán giả |
| ------------------- | ------------------ | ----------- | ---------- | ----------------- | ---------------------- | -------- |
| 8 tháng 1 năm 2020  | 20:15              | Thái Lan    | 5–0        | Bahrain           | Vòng bảng              | 7.076    |
| 11 tháng 1 năm 2020 | 20:15              | Úc          | 2–1        | Thái Lan          | Vòng bảng              | 22.352   |
| 14 tháng 1 năm 2020 | 20:15              | Thái Lan    | 1–1        | Iraq              | Vòng bảng              | 15.342   |
| 15 tháng 1 năm 2020 | 20:15              | Qatar       | 1–1        | Nhật Bản          | Vòng bảng              | 1.362    |
| 16 tháng 1 năm 2020 | 20:15              | Việt Nam    | 1–2        | CHDCND Triều Tiên | Vòng bảng              | 1.932    |
| 18 tháng 1 năm 2020 | 20:15              | Úc          | 1–0 (h.p.) | Syria             | Tứ kết                 | 214      |
| 19 tháng 1 năm 2020 | 20:15              | UAE         | 1–5        | Uzbekistan        | Tứ kết                 | 244      |
| 22 tháng 1 năm 2020 | 17:15              | Ả Rập Xê Út | 1–0        | Uzbekistan        | Bán kết                | 329      |
| 25 tháng 1 năm 2020 | 19:30              | Úc          | 1–0        | Uzbekistan        | Play-off tranh hạng ba | 590      |
| 26 tháng 1 năm 2020 | 19:30              | Hàn Quốc    | 1–0        | Ả Rập Xê Út       | Chung kết              | 2.879    |

### Cúp bóng đá U-17 châu Á 2023
| Ngày                | Thời gian (UTC+07) | Đội #1      | Kết quả | Đội #2      | Vòng      | Khán giả |
| ------------------- | ------------------ | ----------- | ------- | ----------- | --------- | -------- |
| 16 tháng 6 năm 2023 | 21:00              | Iran        | 6–1     | Afghanistan | Vòng bảng | 73       |
| 17 tháng 6 năm 2023 | 17:00              | Nhật Bản    | 1–1     | Uzbekistan  | Vòng bảng | 421      |
| 19 tháng 6 năm 2023 | 21:00              | Qatar       | 0–0     | Iran        | Vòng bảng | 83       |
| 20 tháng 6 năm 2023 | 17:00              | Việt Nam    | 0–4     | Nhật Bản    | Vòng bảng | 294      |
| 22 tháng 6 năm 2023 | 17:00              | Tajikistan  | 0–2     | Úc          | Vòng bảng | 128      |
| 22 tháng 6 năm 2023 | 21:00              | Afghanistan | 2–1     | Qatar       | Vòng bảng | 78       |
| 23 tháng 6 năm 2023 | 19:00              | Nhật Bản    | 8–4     | Ấn Độ       | Vòng bảng | 274      |

### Giải vô địch bóng đá ASEAN 2024
| Ngày                 | Thời gian (UTC+07) | Đội #1   | Kết quả | Đội #2      | Vòng              | Khán giả |
| -------------------- | ------------------ | -------- | ------- | ----------- | ----------------- | -------- |
| 14 tháng 12 năm 2024 | 20:00              | Thái Lan | 1–0     | Malaysia    | Vòng bảng         | 25,619   |
| 20 tháng 12 năm 2024 | 20:00              | Thái Lan | 3–2     | Campuchia   | Vòng bảng         | 15.261   |
| 30 tháng 12 năm 2024 | 20:00              | Thái Lan | 3–1     | Philippines | Bán kết lượt về   | 31,876   |
| 5 tháng 1 năm 2025   | 20:00              | Thái Lan | 2–3     | Việt Nam    | Chung kết lượt về | 46.982   |